# Short track ai VII Giochi asiatici invernali - 500 metri femminili
La specialità dei 500 metri femminili di short track dei VII Giochi asiatici invernali si è svolta il 1º febbraio 2011 al Velodromo Saryarka di Astana, in Kazakistan.

## Risultati

### Batterie

#### Gruppo 1
| Class | Atlete                       | Tempo  | Note |
| ----- | ---------------------------- | ------ | ---- |
| 1     | Cho Ha-ri (KOR)              | 45.645 | Q    |
| 2     | Ayuko Ito (JPN)              | 45.805 | Q    |
| 3     | Kim Jong-mi (PRK)            | 46.151 |      |
| 4     | Otgonbayaryn Amarzayaa (MGL) | 56.103 |      |

#### Gruppo 2
| Class | Atlete                 | Tempo  | Note |
| ----- | ---------------------- | ------ | ---- |
| 1     | Fan Kexin (CHN)        | 44.752 | Q    |
| 2     | Wang Xinyue (HKG)      | 45.139 | Q    |
| 3     | Darya Volokitina (KAZ) | 45.972 |      |

#### Gruppo 3
| Class | Atlete                 | Tempo  | Note |
| ----- | ---------------------- | ------ | ---- |
| 1     | Yang Shin-young (KOR)  | 45.221 | Q    |
| 2     | Yui Sakai (JPN)        | 45.405 | Q    |
| 3     | Chung Hsiao-ying (TPE) | 46.912 |      |
| 4     | Hwang Hye-jong (PRK)   | 47.029 |      |

#### Gruppo 4
| Class | Atlete              | Tempo  | Note |
| ----- | ------------------- | ------ | ---- |
| 1     | Liu Qiuhong (CHN)   | 44.843 | Q    |
| 2     | Inna Simonova (KAZ) | 47.255 | Q    |
| 3     | Lin Wei (TPE)       | 47.419 |      |

### Semifinali

#### Gruppo 1
| Class | Atlete            | Tempo  | Note |
| ----- | ----------------- | ------ | ---- |
| 1     | Fan Kexin (CHN)   | 44.940 | QA   |
| 2     | Cho Ha-ri (KOR)   | 45.091 | QA   |
| 3     | Wang Xinyue (HKG) | 45.138 | QB   |
| 4     | Ayuko Ito (JPN)   | 45.152 | QB   |

#### Gruppo 2
| Class | Atlete                | Tempo  | Note |
| ----- | --------------------- | ------ | ---- |
| 1     | Liu Qiuhong (CHN)     | 44.373 | QA   |
| 2     | Yui Sakai (JPN)       | 44.457 | QA   |
| 3     | Yang Shin-young (KOR) | 44.488 | QB   |
| 4     | Inna Simonova (KAZ)   | 50.910 | QB   |

### Finali

#### Finale B
| Class | Atlete                | Tempo  |
| ----- | --------------------- | ------ |
| 1     | Yang Shin-young (KOR) | 45.732 |
| 2     | Wang Xinyue (HKG)     | 45.797 |
| 3     | Ayuko Ito (JPN)       | 45.891 |
| 4     | Inna Simonova (KAZ)   | 48.614 |

#### Finale A
| Class   | Atlete            | Tempo  |
| ------- | ----------------- | ------ |
| Oro     | Liu Qiuhong (CHN) | 43.964 |
| Argento | Fan Kexin (CHN)   | 44.070 |
| Bronzo  | Yui Sakai (JPN)   | 44.399 |
| 4       | Cho Ha-ri (KOR)   | 44.563 |